# Tony Randall
Tony Randall (născut Arthur Leonard Rosenberg la 26 februarie 1920 – d. 17 mai 2004) a fost un actor evreu-american de film.

## Filmografie
| An   | Titlu                                                                     | Rol                                                                                        | Note                                                                               |
| ---- | ------------------------------------------------------------------------- | ------------------------------------------------------------------------------------------ | ---------------------------------------------------------------------------------- |
| 1957 | Oh, Men! Oh, Women!                                                       | Cobbler                                                                                    |                                                                                    |
| 1957 | Will Success Spoil Rock Hunter?                                           | Rockwell P. Hunter/El însuși/Lover Doll                                                    | Nominalizat — Golden Globe Award for Best Actor – Motion Picture Musical or Comedy |
| 1957 | No Down Payment                                                           | Jerry Flagg                                                                                |                                                                                    |
| 1959 | The Mating Game                                                           | Lorenzo Charlton                                                                           |                                                                                    |
| 1959 | Pillow Talk                                                               | Jonathan Forbes                                                                            | Nominalizat — Golden Globe Award for Best Supporting Actor – Motion Picture        |
| 1960 | The Adventures of Huckleberry Finn                                        | The King of France                                                                         |                                                                                    |
| 1960 | Let's Make Love                                                           | Alexander Coffman                                                                          |                                                                                    |
| 1961 | Lover Come Back                                                           | Peter 'Pete' Ramsey                                                                        | Nominalizat — Golden Globe Award for Best Supporting Actor – Motion Picture        |
| 1962 | Boys' Night Out                                                           | George Drayton                                                                             |                                                                                    |
| 1962 | Two Weeks in Another Town                                                 | Ad Lib in Lounge                                                                           |                                                                                    |
| 1963 | Island of Love                                                            | Paul Ferris                                                                                |                                                                                    |
| 1964 | 7 Faces of Dr. Lao                                                        | Dr. Lao / Merlin / Pan / Abominable Snowman / Medusa / Giant Serpent / Apollonius of Tyana |                                                                                    |
| 1964 | The Brass Bottle                                                          | Harold Ventimore                                                                           |                                                                                    |
| 1964 | Robin and the 7 Hoods                                                     | Hood                                                                                       |                                                                                    |
| 1964 | Send Me No Flowers                                                        | Arnold                                                                                     |                                                                                    |
| 1965 | Fluffy                                                                    | Prof. Daniel Potter                                                                        |                                                                                    |
| 1965 | The Alphabet Murders                                                      | Hercule Poirot                                                                             |                                                                                    |
| 1966 | Our Man in Marrakesh                                                      | Andrew Jessel                                                                              | Titlu alternativ: Bang! Bang! You're Dead!                                         |
| 1969 | Hello Down There                                                          | Fred Miller                                                                                | Titlu alternativ: Sub-A-Dub-Dub                                                    |
| 1972 | Everything You Always Wanted to Know About Sex* (*But Were Afraid to Ask) | The Operator                                                                               |                                                                                    |
| 1979 | Scavenger Hunt                                                            | Henry Motley                                                                               |                                                                                    |
| 1980 | The Gong Show Movie                                                       | Performer in Tuxedo                                                                        |                                                                                    |
| 1980 | Foolin' Around                                                            | Peddicord                                                                                  |                                                                                    |
| 1983 | The King of Comedy                                                        | El însuși                                                                                  |                                                                                    |
| 1984 | Off Sides (Pigs vs. Freaks)                                               | Rambaba Organimus                                                                          | Film de televiziune                                                                |
| 1985 | The Fantasy Film Worlds of George Pal                                     | El însuși                                                                                  |                                                                                    |
| 1985 | Hitler's SS: Portrait in Evil                                             | Putzi                                                                                      | Film de televiziune                                                                |
| 1986 | My Little Pony: The Movie                                                 | The Moochick                                                                               | (voce)                                                                             |
| 1986 | Sunday Drive                                                              | Uncle Bill                                                                                 | Film de televiziune (The Disney Sunday Movie)                                      |
| 1987 | The Gnomes' Great Adventure                                               | Gnome King/Ghost of the Black Lake                                                         | (voce)                                                                             |
| 1988 | The Man in the Brown Suit                                                 | Rev. Edward Chicester/Miss Wilke/Stewardess                                                | Film de televiziune inspirat din Agatha Christie                                   |
| 1989 | It Had to Be You                                                          | Milton                                                                                     |                                                                                    |
| 1989 | That's Adequate                                                           | Gazdă                                                                                      |                                                                                    |
| 1990 | Gremlins 2: The New Batch                                                 | Brain Gremlin                                                                              | (voce)                                                                             |
| 1991 | The Boss                                                                  | Narrator                                                                                   | (voce)                                                                             |
| 1993 | Fatal Instinct                                                            | Judge Skanky                                                                               |                                                                                    |
| 1995 | The Magic School Bus                                                      | Radius Ulna Humerus                                                                        | (voce) (Episod: "Flexes Its Muscles")                                              |
| 1996 | How the Toys Saved Christmas                                              | Mr. Grimm                                                                                  | (voce)                                                                             |
| 2003 | Down with Love                                                            | Theodore Banner                                                                            |                                                                                    |
| 2005 | It's About Time                                                           | Mr. Rosenberg                                                                              | Lansare postumă                                                                    |